# Inhaxiô nhà Loyola
Inhaxiô nhà Loyola (phiên âm: I-nha-xi-ô, tiếng Basque: Ignazio Loiolakoa, tiếng Tây Ban Nha: Ignacio de Loyola, tiếng Latinh: Ignatius de Loyola; tên khai sinh là Íñigo López de Oñaz y Loyola; 1491 - 31 tháng 7, 1556) là một tu sĩ, nhà thần học lớn của Giáo hội Công giáo Rôma, ông là một trong những người sáng lập nên Dòng Tên và là bề trên tổng quyền đầu tiên của hội dòng này. Inhaxiô xuất thân trong một gia đình quý tộc xứ Basque của Tây Ban Nha, được thụ phong linh mục năm 1537. Ông nổi lên như là một nhà lãnh đạo kỳ cựu bảo vệ giáo hội Công giáo trong thời kỳ có Phong trào Chống cải cách. Ông được Giáo hội Công giáo tôn làm thánh, với ngày lễ mừng kính là 31 tháng 7 hằng năm.

## Thiếu thời
Inhaxiô sinh tại lâu đài nhà Loyola, xứ Basque (ngày nay là Gipuzkoa, Tây Ban Nha). Tên của ông khi nhận nghi thức Thanh Tẩy là Ê-nê-cô (đặt theo Thánh In-ni-cô, viện phụ đan viện Oña), một cái tên theo tiếng Basque có nghĩa là "chú bé". Không rõ từ khi nào mà ông bắt đầu sử dụng tên Inhaxiô (Ignatius) thay cho tên Ênêcô. Năm 13 tuổi, Inigo López được bà María de Garin - vợ của một người thợ rèn địa phương cưu mang sau khi mẹ ruột của mình qua đời. Vì vậy, Inigo đã được thêm phụ họ "de Loyola" nhằm chỉ đến nguyên quán Loyola, nơi ông được sinh ra.
Năm 1509, Inigo tòng quân của Antonio Manrique de Lara, Công tước thành Najera và Tổng trấn thành Navarre nhằm muốn sau này được thăng tiến thành một công tước. Dưới sự lãnh đạo của Công tước này, Inhaxiô đã tham gia nhiều trận đánh mà không bị thương tích gì. Nhưng vào ngày 20 tháng 5 năm 1521, quân đội Pháp tấn công pháo đài Pamplona, ông bị một viên đạn bắn vào chân. Thấy Inhaxiô ngã gục, lập tức cả đơn vị trong thành đều đầu hàng. Sau khi chiếm được thành, binh lính Pháp vẫn đối xử tử tế với Inhaxiô và để ông ở tại lâu đài Pamplona khoảng mười lăm ngày. Sau đó, họ đặt ông lên cáng và khiêng về đến tận nhà ở Loyola. Thời đó, y học chưa có thuốc gây mê để phẫu thuật vết thương, nhưng qua hai lần phẫu thuật xương chân mà ông vẫn không hề thốt ra một tiếng nào, chỉ thấy ông nắm chặt hai bàn tay vì đau đớn. Tình trạng sức khỏe của ông ngày càng trầm trọng, Inhaxiô không thể ăn uống được gì và có những biểu hiện sắp chết. Vài ngày trước lễ thánh Gioan Tẩy Giả (24 tháng 6), người nhà đề nghị ông xưng tội. Đến trước ngày lễ Thánh Phêrô và Phaolô (29 tháng 6), các y sĩ nói rằng nếu trước nửa đêm mà Inhaxiô không khá hơn thì coi như chắc chắn sẽ chết. Nửa đêm hôm ấy, ông cảm thấy bớt đau, và ngày hôm sau thì vượt qua được tình trạng nguy kịch.

## Đến với tôn giáo
Trong những ngày dưỡng bệnh, vì quá buồn chán, Inhaxiô nói người thân đem đến mấy cuốn tiểu thuyết kiếm hiệp để đọc cho đỡ buồn vì ông vốn là một chiến binh nên rất mê thể loại này. Nhưng vì trong nhà không có cuốn tiểu thuyết nào nên người ta mang cho ông một cuốn sách tựa đề Cuộc đời Chúa Kitô và cuốn Hạnh các thánh viết bằng tiếng Tây Ban Nha. Dần dần, những quyển sách này đã thu hút ông. Và khi đọc về cuộc đời của thánh Phanxicô thành Assisi, Thánh Đa Minh và nhiều tu sĩ nổi tiếng khác, Inhaxiô quyết tâm noi gương họ hiến mình để đi chinh phục Đất Thánh cho Kitô giáo. Sau khi phục hồi, Inhaxiô đến thăm tu viện Santa Maria de Montserrat của dòng Biển Đức. Tại đây, ông treo bộ quân phục của mình trước một bức hình Đức Mẹ Maria. Sau đó, ông đến thị trấn Manresa, Catalonia và đã dành nhiều tháng sống trong một hang động để thực hành khổ hạnh khắt khe. Tại Manresa, Inhaxiô bắt đầu thay đổi lối sống và cảm nghiệm sự thay đổi trong tâm hồn xen lẫn niềm vui và nỗi khổ đau.
Năm 1523, ông làm một cuộc hành hương đến Đất Thánh (tức Jerusalem). Ông có ý định ở lại đây để viếng thăm các nơi thánh thiêng và đồng thời giúp đỡ các linh hồn. Vì thế ông đã đem theo sẵn vài lá thư giới thiệu với các linh mục bề trên nhà dòng. Tuy nhiên, linh mục bề trên nhà dòng trả lời rằng không có cách nào để Inhaxiô ở lại đây được, bởi vì tu viện quá thiếu thốn, không đủ nuôi các tu sĩ hiện có, thậm chí họ còn muốn gửi một vài tu sĩ về lại châu Âu cùng với chuyến đi của các người hành hương. Linh mục này khuyên Inhaxiô lên hỏi ý kiến linh mục giám tỉnh. Linh mục giám tỉnh cũng không đồng ý cho Inhaxiô ở lại vì linh mục này có đặc quyền của Tòa Thánh là trục xuất ai nếu muốn. Inhaxiô đành phải rời Jerusalem.
Trở về Tây Ban Nha, vào năm 1524, Inhaxiô bắt đầu học tiếng Latinh vì muốn trở thành linh mục. Sau đó, ông tiếp tục sang Paris - là trung tâm văn hóa nổi danh nhất châu Âu thời ấy để nghiên cứu thần học.
Năm 1534, ông đã tập hợp một số sinh viên Đại học Phanxicô Xaviê là Alfonso Salmeron, Laynez Diego, Nicholas Bobadilla (đều là người Tây Ban Nha); Peter Faber (người Pháp) và Simao Rodrigues (người Bồ Đào Nha). Sáu người họ đã gặp mặt và đã tuyên thệ làm việc gắn bó cùng nhau trong suốt đời của họ. Inhaxiô thiết lập nhóm này làm nền tảng của Dòng Tên ngày nay. Năm 1535, ông tốt nghiệp hai bằng: cử nhân triết học và cao học thần học. Một năm sau, ông được thụ phong linh mục và cử hành thánh lễ mở tay năm 1536.

## Tổ phụ Dòng Tên
Inhaxiô được chọn làm bề trên tổng quyền đầu tiên và là tổ phụ sáng lập Dòng Tên. Ông đã gửi nhiều tu sĩ anh em trong dòng đi truyền giáo khắp châu Âu, thiết lập ra các trường học, cao đẳng, và các chủng viện. Năm 1548, bản Linh Thao đã được in, mặc dù trước đó bị đưa ra Toà án dị giáo Rôma, nhưng đã được phát hành. Inhaxiô viết bản Hiến pháp Dòng Tên và được thông qua vào năm 1540 tạo thành một hội dòng mới, nhấn mạnh sự hy sinh và vâng lời giáo hoàng và bề trên. Nguyên tắc chính của ông đã trở thành phương châm chung của Dòng Tên: Ad maiorem Dei gloriam (Để Thiên Chúa được vinh hiển hơn). Các tu sĩ Dòng Tên là nhân tố chính trong việc cải cách Công giáo. Trong thời gian 1553-1555, thông qua thư ký của mình là linh mục Goncalves da Camara, Inhaxiô cho ra đời cuốn tự truyện cuộc đời mình, đây là một nguồn có giá trị cho phương thức Linh Thao ngày nay. Ông qua đời tại Roma vào ngày 31 tháng 7 năm 1556 vì trận dịch sốt rét.

## Tuyên thánh
Inhaxiô được Giáo hoàng Phaolô V tuyên phước ngày 27 tháng 7 năm 1609 và được Giáo hoàng Grêgôriô XV tuyên thánh ngày 13 tháng 3 năm 1622. Ngày lễ kính Thánh Inhaxiô là ngày 31 tháng 7 hằng năm, ngày ông qua đời. Thánh Inhaxiô được tôn kính như vị thánh quan thầy của các binh sĩ Công giáo.